# Санта-Мария (кратер)
Санта-Мария (англ. Santa Maria) — 90-метровый марсианский ударный кратер, расположенный на Плато Меридиана по координатам 2°10′19″ ю. ш. 5°26′42″ з. д. / 2,172° ю. ш. 5,445° з. д.. Исследован марсоходом «Оппортьюнити» в 2010 году. К юго-востоку от Санта-Марии располагается гораздо больший по размеру кратер Индевор.

## Исследование
«Оппортьюнити» достиг края кратера 15 декабря 2010 года. Марсоход расположился на юго-восточном крае кратера, где сделал несколько фотографий и подготовился к предстоящему верхнему соединению Марса (положению, когда между ним и Землёй находится Солнце, из-за чего связь с Землёй невозможна). 3 февраля 2011 года, накануне противостояния, было получено последнее сообщение. Связь возобновилась через неделю, и «Оппортьюнити» начал исследовать камни под названием «Луис де Торрес» и «Руис Гарсиа». Марсоход покинул кратер 22 марта, отправившись на восток, в сторону кратера Индевор.

## Эпоним
Кратер назван в честь Санта-Марии — судна, использовавшегося Христофором Колумбом для пересечения Атлантического океана в 1492 году.

Панорама кратера, снятая марсоходом «Оппортьюнити», 18 декабря 2010 года